# Kevin Eubanks
Kevin Tyrone Eubanks (Philadelphia, 15 november 1957) is een Amerikaanse jazzgitarist.

## Biografie
Eubanks komt uit een muzikale familie. Zijn moeder is componiste en zijn oom de pianist Ray Bryant. Hij is de broer van trombonist Robin Eubanks en trompettist Duane Eubanks. Hij studeerde aan het Berklee College of Music bij Ted Dunbar. Tussen 1980 en 1981 speelde hij met Art Blakey, vervolgens met Roy Haynes, Slide Hampton en in 1983 met Sam Rivers, wiens improvisatieconcept Eubanks sterk beïnvloedde. Hij toerde met Mike Gibbs om albums van saxofonisten Gary Thomas en Greg Osby te verrijken met zijn humoristische zorgeloze speelstijl, werkte met Victor Bailey en Dave Holland en verscheen ook voor de microfoon met muzikanten als Gary Burton en Joey DeFrancesco.
Vanaf 1982 formeerde hij zijn eigen bands en nam sindsdien 11 studioalbums op. Tijdens het grote worstelevenement 'WCW Road Wild 1998' trad hij met Jay Julo en Diamond Dallas Page aan tegen Hulk Hogan en WCW-president Eric Bischoff.
In 2005 ontving hij een eredoctoraat van het Berklee College of Music.
Eind mei 2010 waren hij en zijn band voor het laatst te zien in Leno's Tonight Show. Eubanks verliet de show om zich meer te concentreren op zijn eigen muzikale projecten en onderwijs op het gebied van muziek.

## Trivia
In The Tonight Show werd zijn gelach, dat vaak op de achtergrond te horen was, een kenmerk van de show over enkele van Leno's uitsmijters. Deze opvallende lach was soms een doelwit voor het bespotten van opmerkingen van collega's en ook het onderwerp van sketches in andere shows. Verwijzingen naar zijn vermeende voorkeuren voor marihuana en pornografie waren als lopende grappen integraal onderdeel van geïmproviseerde korte dialogen tussen hem en Leno tijdens Leno's openingsmonologen.
Kevin Eubanks is vegetariër en werd in 2007 door PETA uitgeroepen tot de meest sexy vegetariër ter wereld.